# Оспедале (Кротоне)
Оспедале је насеље у Италији у округу Кротоне, региону Калабрија.
Према процени из 2011. у насељу је живело 103 становника. Насеље се налази на надморској висини од 775 м.